# Ferenc Németh (pentatleta)
Ferenc Németh (Budapest, 4 aprile 1936) è un ex pentatleta ungherese.

## Palmarès
In carriera ha conseguito i seguenti risultati:
- Giochi olimpici:

Roma 1960: oro nel pentathlon moderno individuale ed a squadre.